# Tabinet
Tabinetul este un joc de cărți relativ simplu, care poate fi jucat atât de către adulți cât și de către copii.

## Materiale necesare
Se joacă cu un pachet de 52 de cărți (fără jokeri).

## Reguli
Se poate juca în 4 (2 echipe), în 3 sau în 2 jucători.
Se ia pachetul de cărți amestecându-se acestea și se distribuie 4 cărți primului jucător (cel care primește cărți primul), care are dreptul să aleagă ce cărți i se dau, adică le poate refuza dacă nu sunt bune (nu are voie să refuze dacă sunt 2 cărți cu puncte - exemplu D, J, K, A, 2 trefla si 10) și le întoarce pe față, lăsându-le la masă. În aceste condiții i se dau alte șase cărți pe care nu are voie să le mai refuze. Daca acceptă cele 4 cărți inițiale i se mai dau 2 cărți (un total de 6 cărți). Ulterior celorlalți jucatori li se distribuie tot câte 6 cărți. Dacă primul jucător nu a refuzat, după ce s-au distribuit cărțile tuturor jucătorilor, se intorc următoarele 4 cărți cu fața-n sus. Nota Bene: nici un alt jucător cu excepția primului nu poate arunca jos 4 cărți, regula cu alesul cărților aplicându-se numai la primul jucător).
Scopul este să faci cât mai multe puncte la final.
Având în vedere că fiecare carte are valoarea înscrisă pe ea (A=11 sau 1, J=12, D(Q)=13, K=14) se încep calcule pentru a ridica de pe masă cât mai multe cărți a căror valoare însumată este egală cu valoarea unei cărți din mâna celui care trebuie să joace. Cu aceeași carte se pot ridica mai multe seturi de perechi a căror sumă este egală cu cartea care se joacă. De exemplu cu un 9 se ia un 2 și 7, cu un valet dacă la masa ai un zecar și un doiar, 2 + 10 = 12, deci cu valetul poți lua zecarul si doiul. De-altfel poți lua de pe masă în orice combinație, numai să fie egal cu ce ai tu în mană.
Fiecare jucător pune carțile luate într-un teanc cu fața în jos. Dacă cel care trebuie să joace nu poate ridica nimic de pe masă trebuie să pună o carte jos pe care o vrea, din mână. Dacă unul dintre jucători ia toate cărțile de pe masă, se cheamă ca a făcut o tablă (trebuie să întoarcă o carte din cărțile pe care le-a luat de pe masă cu fața în sus ca să nu uite de tablă). Daca un alt jucător sau echipa adversă  a făcut o tablă, cel care a făcut înainte tabla, trebuie să o “ridice” (adică să reântoarcă cartea cu fața în jos). Tabla valorează un punct.
După ce se termină toate cele 6 cărți din mană, se împart iarași din pachet câte 6 cărți pentru fiecare jucător. Dacă la sfârșit nu mai sunt câte 6 cărți de fiecare jucător, se împart cărțile în mod egal la fiecare jucător, astfel încât fiecare să aibă același număr de cărți. Se pun din nou 4 cărți jos din teancul inițial dacă nu rămane nici o carte.
Jucătorul care ia o carte de la masă ultimul (adică cel care a luat Ultima mână) are dreptul să ia toate cărțile care sunt pe masă, dar numai cu condiția ca până la terminarea jocului nimeni să nu mai ia nimic de pe masă.

## Scorul
La final se calculează câte puncte are fiecare. La număratul punctelor fiecare "tablă" e un punct. K, Q, J, As, 10 valoreaza câte un punct. 10 de caro (romb) si 2 de treflă care se numesc “văcuțe” = 2 puncte.
Cine are mai multe puncte a câștigat.

## Avantaje
Jocul este perfect de jucat pentru copii pentru că îi pune să calculeze și sa facă combinări matematice cu cărțile (valorile acestora) și eventual să țină minte ce carți s-au mai jucat astfel încât să știe ce cărți se pot pune pe masă.